# Nicolas de Herberay des Essarts
Nicolás de Herberay des Essarts (Picardia, c.1557) foi um tradutor francês.
Ele serviu na artilharia e por expresso desejo Francisco de França traduzido em francês as primeiras oito livros de Amadis de Gaula (1540-1548). Os restantes livros foram traduzidos por outros autores.
Entre suas outras traduções de espanhol são L'Amant maltraite de sa mye (1539); Le Prèmier Livre de la chronique de dom Flores de Grèce (1552); y L'Horloge des princes (1555) de Antonio de Guevara. Ele também traduziu obras de Flavio Josefo (1557)